# Ballybunion
Ballybunion (in gaelico Baile an Bhuinneanaigh) è un piccolo centro dell'Irlanda, con una popolazione di circa 1 400 abitanti, e sorge nella parte settentrionale della contea del Kerry.
L'abitato si sviluppa sulla costa atlantica dell'Irlanda ed ogni anno la spiaggia è sede di una rievocazione di una colossale rissa avvenuta nell'1834 tra due famiglie della città e che coinvolse 3 000 persone.
A picco sulla spiaggia si trovano le rovine di un antico castello, il Ballybunion Castle.